# União Popular Republicana (França)
A União Popular Republicana (UPR) foi um partido político democrata-cristão francês, fundado em 1919 com o nome de “União Popular Republicana da Alsácia (UPRA)” e dissolvido em 1946. Foi conhecido até 1928 como “União Popular Republicana Nacional da Alsácia (UPRNA)”.

## Histórico
O partido foi fundado com o nome de União Popular Republicana da Alsácia (UPRA) e posteriormente renomeado para União Popular Republicana Nacional da Alsácia (UPRNA) em 1921. Em 1928, manteve apenas o nome de União Popular Republicana (UPR).
Criado para unir as tendências democrata-cristãs nos departamentos da Alsácia após sua anexação à França em 1918, a UPR gradualmente se estabeleceu como o principal partido da região. Baseando-se em uma rede muito próxima de autoridades eleitas e ativistas locais, a UPR era mais conservadora do que o “Partido Democrático Popular (PDP)”, a outra grande força democrata-cristã do período entreguerras.
Em 1946, a União Popular Republicana decidiu se fundir com o PDP e vários outros grupos cristãos da “Resistência Francesa”.